# Valeriy Bondar
 (décembre 2021).
Améliorez-le ou discutez des points à vérifier. 
 (décembre 2021).
Valeriy Iouriovytch Bondar (en ukrainien : Вале́рій Ю́рійович Бо́ндар) est un footballeur international ukrainien né le 27 février 1999 à Kharkiv. Il joue au poste de défenseur au Chakhtar Donetsk.

## Biographie

### En club
Formé au Chakhtar Donetsk, il joue son premier match avec les seniors le 4 mai 2019, contre le FK Lviv.

### En sélection
Avec les moins de 17 ans, il inscrit un but contre la Finlande en mars 2016, lors des éliminatoires du championnat d'Europe des moins de 17 ans. Il participe ensuite quelques semaines plus tard à la phase finale du championnat d'Europe des moins de 17 ans organisée en Azerbaïdjan. Lors de cette compétition, il joue trois matchs, officiant comme capitaine contre l'Allemagne.
Avec les moins de 18 ans, il marque un but en amical contre la Macédoine en mars 2017, où il est de nouveau capitaine.
Il est ensuite à de nombreuses reprises capitaine de la sélection des moins de 19 ans. Il inscrit un but contre la Roumanie en mars 2018, lors des éliminatoires de l'Euro des moins de 19 ans, puis un autre but en amical contre la Grèce deux mois plus tard. Il participe ensuite à la phase finale du championnat d'Europe des moins de 19 ans qui se déroule en Finlande. Lors de cette compétition, il joue quatre matchs, officiant à trois reprises comme capitaine. Les Ukrainiens s'inclinent en demi-finale face au Portugal.
Par la suite, avec les moins de 20 ans, il dispute la Coupe du monde des moins de 20 ans en 2019. Lors du mondial junior organisé en Pologne, il est de nouveau capitaine et prend part à sept matchs. Les Ukrainiens sont sacrés champions du monde en battant la Corée du Sud en finale.
En mai 2024, il fait partie de la liste des 26 joueurs convoqués par Serhiy Rebrov en vue de l'Euro 2024.

## Statistiques
| Saison                | Club                  | Championnat           | Championnat | Championnat | Coupe(s) nationale(s) | Coupe(s) nationale(s) | Compétition(s) continentale(s) | Compétition(s) continentale(s) | Compétition(s) continentale(s) | Total | Total |
| Saison                | Club                  | Division              | M.          | B.          | M.                    | B.                    | Comp.                          | M.                             | B.                             | M.    | B.    |
| 2018-2019             | Chakhtar Donetsk      | D1                    | 1           | 0           | -                     | -                     | -                              | -                              | -                              | 1     | 0     |
| 2019-2020             | Chakhtar Donetsk      | D1                    | 11          | 1           | -                     | -                     | C3                             | 1                              | 0                              | 12    | 1     |
| 2020-2021             | Chakhtar Donetsk      | D1                    | 11          | 0           | 1                     | 0                     | C1                             | 6                              | 0                              | 18    | 0     |
| 2021-2022             | Chakhtar Donetsk      | D1                    | 7           | 0           | -                     | -                     | C1                             | 1                              | 0                              | 8     | 0     |
| 2022-2023             | Chakhtar Donetsk      | D1                    | 2           | 0           | -                     | -                     | C1                             | 2                              | 0                              | 4     | 0     |
| Total sur la carrière | Total sur la carrière | Total sur la carrière | 32          | 1           | 1                     | 0                     | -                              | 10                             | 0                              | 43    | 1     |

## Palmarès

### En sélection
Ukraine
- Vainqueur de la Coupe du monde des moins de 20 ans en 2019 avec l'équipe des moins de 20 ans.

### En club
Chakhtar Donetsk
- Champion d'Ukraine en 2019 et 2020.